# Юэ Ши
Юэ Ши (кит. трад. 樂史, упр. 乐史, пиньинь Yuè Shǐ, 930—1008) — китайский писатель эпохи Сун. Автор новелл «Ян Гуйфэй» («Частное жизнеописание Ян Тайчжэнь») и «Пятнадцать тысяч монет».